# Catedral del Santo Rosario (Vancouver)
La Catedral del Santo Rosario (en inglés: Holy Rosary Cathedral o bien Metropolitan Cathedral of Our Lady of the Holy Rosary; Catedral Metropolitana de Nuestra Señora del Santo Rosario) es una iglesia de estilo francés del siglo XIX del renacimiento gótico tardío que sirve como la catedral de la arquidiócesis de Vancouver. Se encuentra ubicado en la zona céntrica de la ciudad, en la intersección de las calles Richards y Dunsmuir en Canadá.
La construcción de la catedral comenzó en 1899 en el sitio de una iglesia anterior por el mismo nombre . Abrió sus puertas en la Fiesta de la Inmaculada Concepción el 8 de diciembre de 1900, siendo bendecida un día después, y consagrada en 1953. El estilo ha sido descrito como parecido a la catedral medieval de Chartres en Francia. La iglesia fue elevada al estado decatedral en 1916. Está inscrita en el Registro del Patrimonio de Vancouver y es un edificio protegido legalmente.